# Kalmonjärvi
Kalmonjärvi är en sjö i kommunen Lieksa i landskapet Norra Karelen i Finland. Den är 6,8 meter djup. Arean är 35 hektar och strandlinjen är 6 kilometer lång. Sjön  ingår i Vuoksens huvudavrinningsområde.   Den ligger omkring 73 kilometer nordöst om Joensuu och omkring 440 kilometer nordöst om Helsingfors. 